# Herbert Ludat
Herbert Ludat (ur. 17 kwietnia 1910 w Insterburgu, zm. 27 kwietnia 1993 w Gießen) – niemiecki historyk, mediewista, badacz dziejów sąsiedztwa zachodniosłowiańsko-niemieckiego w średniowieczu.
Absolwent Friedrich-Wilhelms-Universität (1935). Doktorat w 1937, habilitacja w 1940 w Berlinie. W 1941 roku otrzymał profesurę na Uniwersytecie Poznańskim, której nie objął z powodu służby w armii. W latach 1945–1947 wykładowca na uniwersytecie w Kilonii. Od 1947 wykładowca w Münsterze. Od 1956 do 1978 wykładowca uniwersytetu w Gießen. Zajmował się historią średniowiecznej Europy Środkowo-Wschodniej. Jego uczniem jest m.in. Klaus Zernack.

## Wybrane publikacje
- Slaven und Deutsche im Mittelalter. Ausgewählte Aufsätze zu Fragen ihrer politischen, sozialen und kulturellen Beziehungen. Köln 1982, ISBN 3-412-01981-X.
- An Elbe und Oder um das Jahr 1000. Skizzen zur Politik des Ottonenreiches und der slavischen Mächte in Mitteleuropa, Köln 1971, ISBN 3-412-07271-0.
- Deutsch-slawische Frühzeit und modernes polnisches Geschichtsbewußtsein. Ausgewählte Aufsätze, Köln 1969, ISBN 3-412-07669-4.
- Polen und Deutschland. Wissenschaftliche Konferenz polnischer Historiker über die polnisch-deutschen Beziehungen in der Vergangenheit, Köln 1963.
- Vorstufen und Entstehung des Städtewesens in Osteuropa. Zur Frage der vorkolonialen Wirtschaftszentren im slavisch-baltischen Raum,  Köln 1955.
- Bistum Lebus. Studien zur Gründungsfrage und zur Entstehung und Wirtschaftsgeschichte seiner schlesisch-polnischen Besitzungen, Weimar 1942 (wyd. 2 - 1993).

## Publikacje w języku polskim
- Piastowie i Ekkehardynowie, "Przegląd Historyczny" 91 (2000) z. 2 s. 181-201.
- Piastowie i Ottonowie. Wokół zjazdu gnieźnieńskiego, "Zapiski Historyczne" 65 (2000), z. 2 s. 7-30.
- Słowianie - Niemcy - Europa. Wybór prac, tłum. i w posłowie zaopatrzył Jan Maria Piskorski, Marburg-Poznań: Inst. Herdera - Poznańskie Tow. Przyj. Nauk 2000.